# Saint-Maurice-sur-Vingeanne
Pour les articles homonymes, voir Saint-Maurice.
Saint-Maurice-sur-Vingeanne est une commune française située dans le département de la Côte-d'Or, en région Bourgogne-Franche-Comté.

## Géographie
À 46 km de Dijon, 24 de Gray et 38 de Langres, la commune est située sur la rivière de Vingeanne. Son territoire est traversé par le  canal entre Champagne et Bourgogne  qui relie la Marne à la Saône. Le nord de la commune marque la limite avec le département de la Haute-Saône.

### Hydrographie
Outre le canal de la Marne à la Saône, la commune est traversée par la rivière la Vingeanne. Une station de mesure de son débit est d'ailleurs installée à Saint-Maurice-sur-Vingeanne.

### Géologie
Le sol de la commune est constitué de calcaires de Montigny-sur-Vingeanne (ex Argovien), d'argile au sud et sur les hauteurs au nord, et de dépôts alluvionnaires dans la vallée de la Vingeanne.

### Climat
Pour des articles plus généraux, voir Climat de la Bourgogne-Franche-Comté et Climat de la Côte-d'Or.
En 2010, le climat de la commune est de type climat des marges montargnardes, selon une étude du Centre national de la recherche scientifique s'appuyant sur une série de données couvrant la période 1971-2000. En 2020, Météo-France publie une typologie des climats de la France métropolitaine dans laquelle la commune est exposée à un climat océanique altéré et est dans la région climatique  Lorraine, plateau de Langres, Morvan, caractérisée par un hiver rude (1,5 °C), des vents modérés et des brouillards fréquents en automne et hiver. 
Pour la période 1971-2000, la température annuelle moyenne est de 10,4 °C, avec une amplitude thermique annuelle de 17,2 °C. Le cumul annuel moyen de précipitations est de 869 mm, avec 12,4 jours de précipitations en janvier et 8,3 jours en juillet. Pour la période 1991-2020, la température moyenne annuelle observée sur la station météorologique de Météo-France la plus proche, « Coublanc », sur la commune de Coublanc à 13 km à vol d'oiseau, est de 10,9 °C et le cumul annuel moyen de précipitations est de 926,7 mm,. Pour l'avenir, les paramètres climatiques de la commune estimés pour 2050 selon différents scénarios d'émission de gaz à effet de serre sont consultables sur un site dédié publié par Météo-France en novembre 2022.

### Lieux-dits et écarts

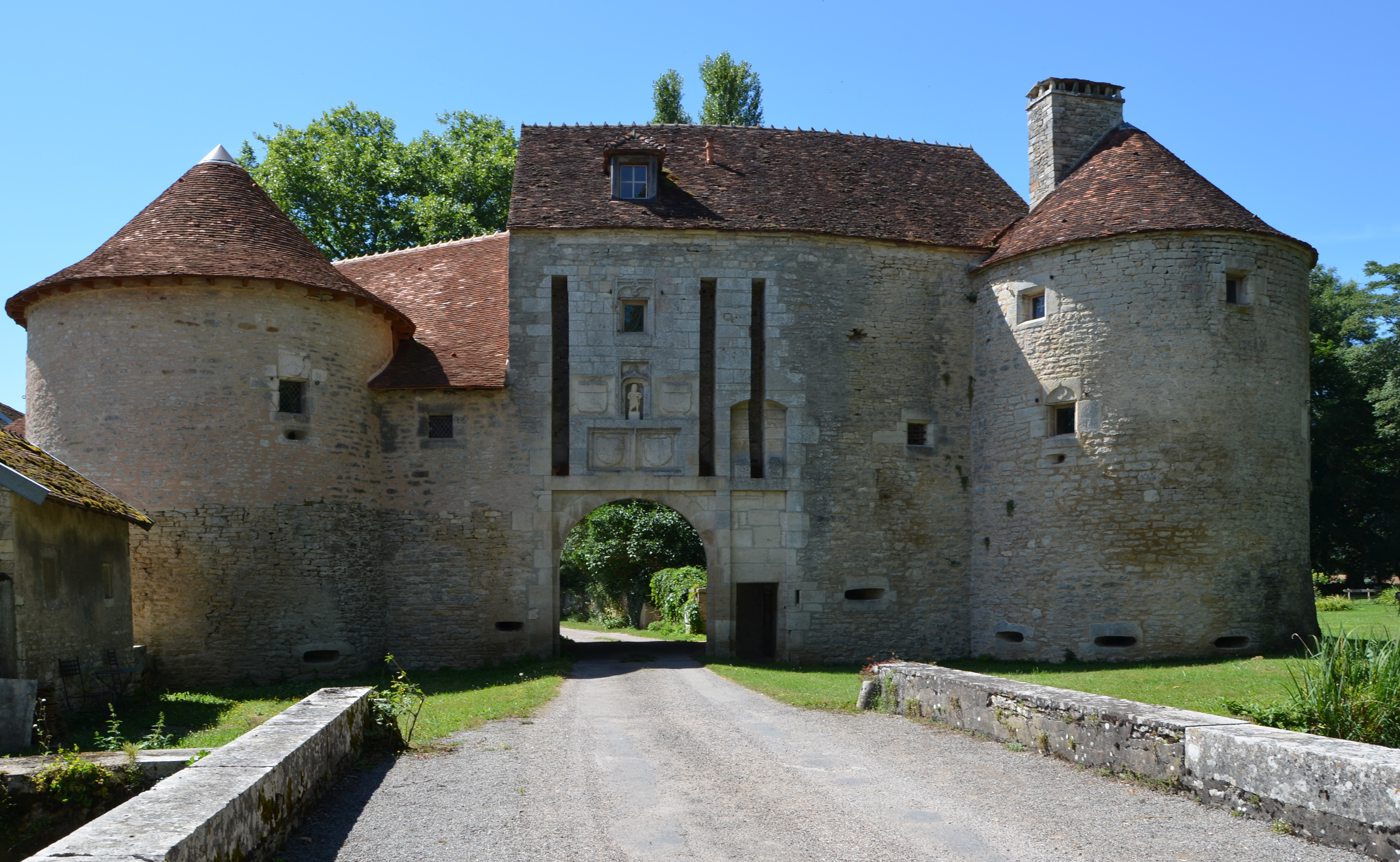
Commanderie de la Romagne.

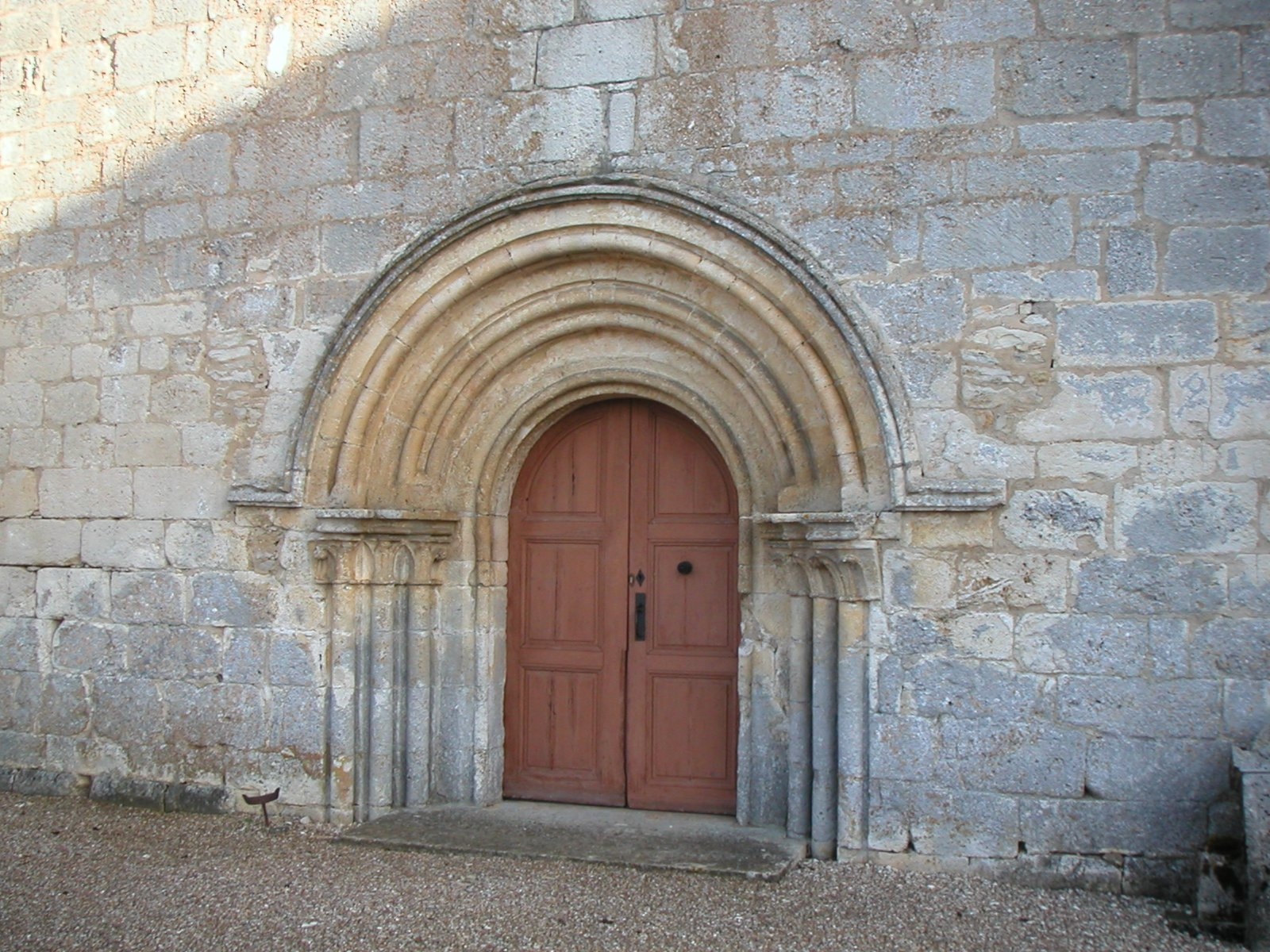
Porte principale de l'église.

Hameau de La Romagne.

### Communes limitrophes
| Percey-le-Grand (Haute-Saône) | Orain                       |                                          |
| Chaume-et-Courchamp           | Saint-Maurice-sur-Vingeanne | Montigny-Mornay-Villeneuve-sur-Vingeanne |
|                               | Fontaine-Française          |                                          |

## Urbanisme

### Typologie
Au 1er janvier 2024, Saint-Maurice-sur-Vingeanne est catégorisée commune rurale à habitat dispersé, selon la nouvelle grille communale de densité à 7 niveaux définie par l'Insee en 2022.
Elle est située hors unité urbaine. Par ailleurs la commune fait partie de l'aire d'attraction de Dijon, dont elle est une commune de la couronne,. Cette aire, qui regroupe 333 communes, est catégorisée dans les aires de 200 000 à moins de 700 000 habitants,.

### Occupation des sols
L'occupation des sols de la commune, telle qu'elle ressort de la base de données européenne d’occupation biophysique des sols Corine Land Cover (CLC), est marquée par l'importance des territoires agricoles (71,6 % en 2018), une proportion sensiblement équivalente à celle de 1990 (71,4 %). La répartition détaillée en 2018 est la suivante : terres arables (58,4 %), forêts (26,4 %), prairies (11,8 %), zones urbanisées (1,9 %), zones agricoles hétérogènes (1,5 %). L'évolution de l’occupation des sols de la commune et de ses infrastructures peut être observée sur les différentes représentations cartographiques du territoire : la carte de Cassini (XVIIIe siècle), la carte d'état-major (1820-1866) et les cartes ou photos aériennes de l'IGN pour la période actuelle (1950 à aujourd'hui).

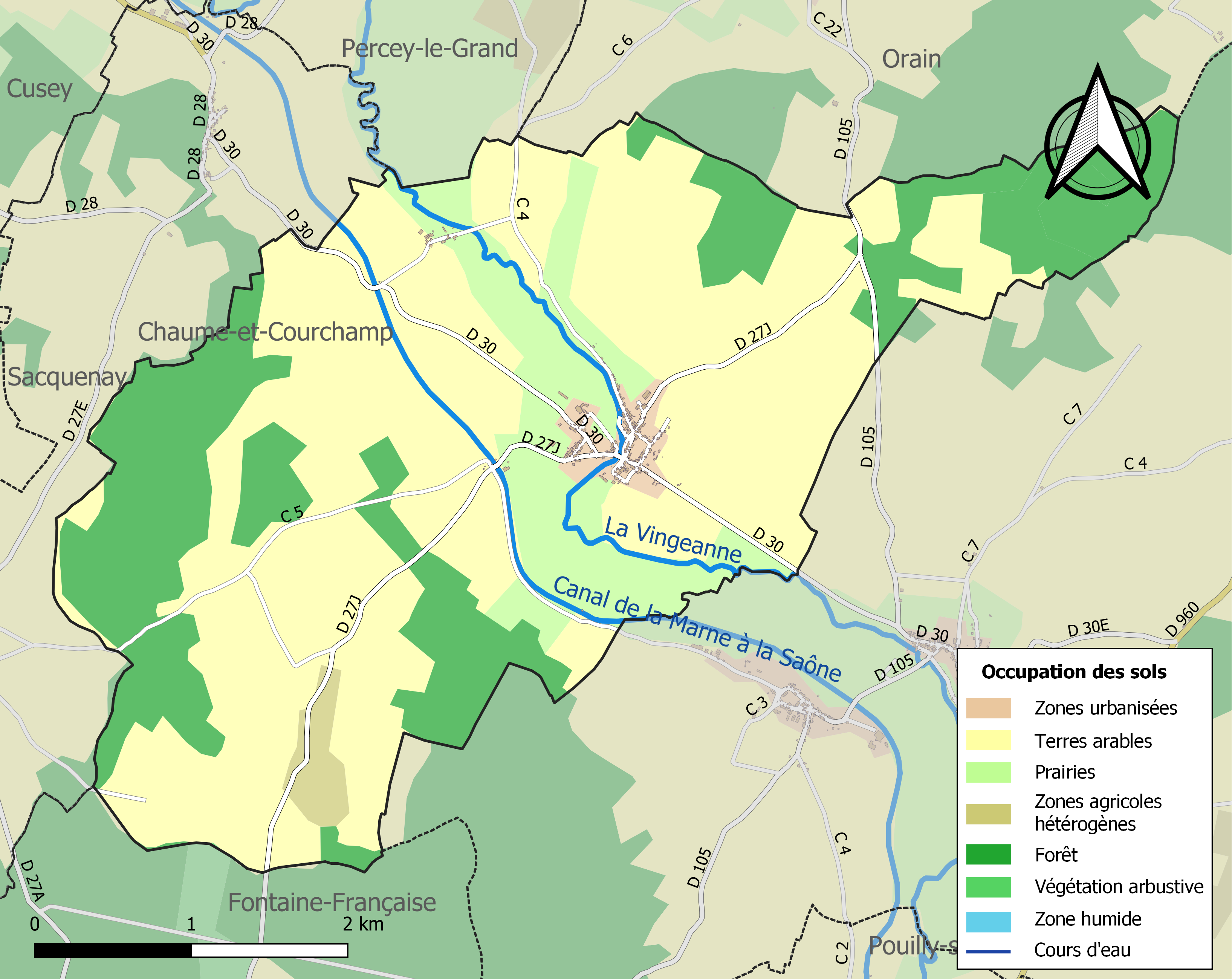
Carte des infrastructures et de l'occupation des sols de la commune en 2018 (CLC).

## Histoire
Pendant la période révolutionnaire, le village s'est appelé Avallon-sur-Vingeanne,.
Jusqu'à la Révolution, Saint-Maurice se situait dans la Champagne historique, à la création des départements, le village fait partie de la Côte-d'Or et devient bourguignon.

### Les Templiers et les Hospitaliers
Du milieu de XIIe siècle jusqu'à la Révolution, le seigneur du lieu était le  commandeur de La Romagne.. La commanderie de La Romagne a appartenu aux Templiers, puis aux Hospitaliers de l'ordre de Saint-Jean de Jérusalem. Il subsiste des fortifications de la fin du XVe siècle : un pont-levis flanqué de deux tours, une autre tour, des éléments de courtine avec plusieurs bouches à feu. La commanderie est classée au titre des Monuments historiques depuis le 25 juin 1962.

## Démographie
L'évolution du nombre d'habitants est connue à travers les recensements de la population effectués dans la commune depuis 1793. Pour les communes de moins de 10 000 habitants, une enquête de recensement portant sur toute la population est réalisée tous les cinq ans, les populations de référence des années intermédiaires étant quant à elles estimées par interpolation ou extrapolation. Pour la commune, le premier recensement exhaustif entrant dans le cadre du nouveau dispositif a été réalisé en 2004.

En 2022, la commune comptait 198 habitants, en évolution de −10,41 % par rapport à 2016 (Côte-d'Or : +0,82 %, France hors Mayotte : +2,11 %).
| 1793 | 1800 | 1806 | 1821 | 1836 | 1841 | 1846 | 1851 | 1856 |
| ---- | ---- | ---- | ---- | ---- | ---- | ---- | ---- | ---- |
| 451  | 423  | 481  | 475  | 536  | 536  | 531  | 502  | 507  |

| 1861 | 1866 | 1872 | 1876 | 1881 | 1886 | 1891 | 1896 | 1901 |
| ---- | ---- | ---- | ---- | ---- | ---- | ---- | ---- | ---- |
| 480  | 473  | 426  | 439  | 427  | 418  | 406  | 352  | 366  |

| 1906 | 1911 | 1921 | 1926 | 1931 | 1936 | 1946 | 1954 | 1962 |
| ---- | ---- | ---- | ---- | ---- | ---- | ---- | ---- | ---- |
| 363  | 329  | 301  | 288  | 295  | 258  | 244  | 257  | 242  |

| 1968 | 1975 | 1982 | 1990 | 1999 | 2004 | 2006 | 2009 | 2014 |
| ---- | ---- | ---- | ---- | ---- | ---- | ---- | ---- | ---- |
| 214  | 184  | 175  | 139  | 162  | 182  | 185  | 209  | 217  |

| 2019 | 2022 | - | - | - | - | - | - | - |
| ---- | ---- | - | - | - | - | - | - | - |
| 198  | 198  | - | - | - | - | - | - | - |

## Vie locale

### Enseignement
Il existe une école primaire et une école élémentaire cantonales installée dans la commune de Fontaine-Française.

### Sports, loisirs
Il y a dans la commune une association de chasseurs, une association de loisirs (Les Amis de St Mo), une association culturelle (Foyer Rural Saint Maurice sur Vingeanne) et deux associations sportives (Gymnastique Volontaire de St Maurice sur Vingeanne et le Club de quilles de l'Espérance).

### Santé
Il n'y a pas de docteur, pas de pharmacie, pas de kinésithérapeute, pas de dentiste dans ce village. Les plus proches se trouvent à Fontaine-Française. Le centre hospitalier se trouve à Gray.

### Écologie et recyclage
La Communauté de communes du Val de Vingeanne gère la collecte de la commune. La déchetterie la plus proche se situe à Fontaine-Française. Les déchets sont recyclées grâce au tri des habitants ce qui permet de favoriser le développement durable ainsi que la protection environnementale. La deuxième vie de ces déchets est assurée par une ramasse quotidienne grâce à une entreprise qualifiée et certifiée.

### Cultes
Le culte catholique est pratiquée à l'église de la commune qui relève de la paroisse de Fontaine-Française, qui dépend du doyenné de Vingeanne-Saône, dans le diocèse de Dijon.

## Économie
En 2000, quatre exploitations agricoles étaient recensées dans la commune. En 2007, le revenu fiscal médian par ménage était de 15 711 €, ce qui plaçait Saint-Maurice au 19 942e rang parmi les 30 714 communes de plus de 50 ménages en métropole.

## Lieux et monuments

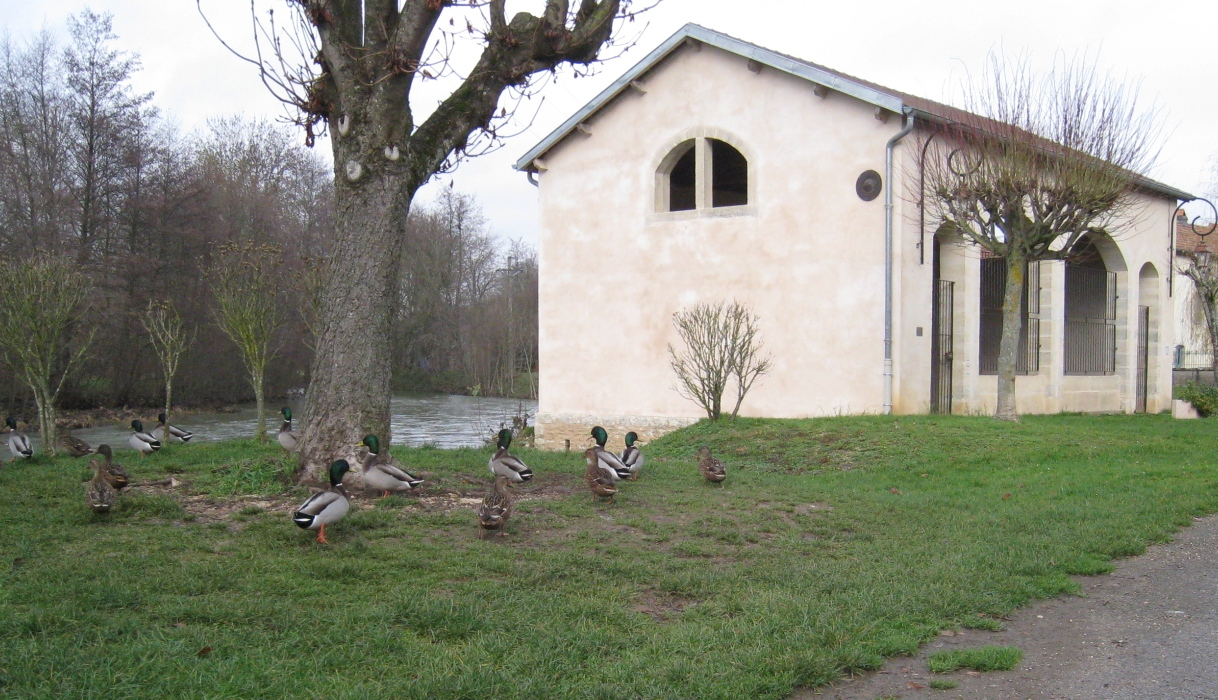
Lavoir de Saint-Maurice-sur-Vingeanne.

- L'église est en partie du XIIIe siècle couverte en lave[26]. Elle a été brièvement fortifiée au cours du XVe siècle[27],[28]. L'église est classée depuis le 12 décembre 1910 au titre des Monuments historiques[29].
- La commanderie de La Romagne.
- L'ancien lavoir, situé au bord de la rivière, a la particularité de posséder 5 niveaux différents de lavage, ce qui lui permettait de fonctionner quelle que soit la hauteur des eaux.

## Personnalités liées à la commune
Marie Jade a habité Saint-Maurice de 1929 a 1932, en 1930, elle commence l'écriture de « Sully Paturin », roman dont l'histoire se passe dans le village.